# Tuku (Yunlin)
Tuku, (chinesisch 土庫鎮, Pinyin Tǔkù zhèn, taiwanisch: Thô͘-khò͘-tìn) ist eine Stadtgemeinde des Landkreises Yunlin in der Republik China (Taiwan).
Geologisch gehört Tuku zur Schwemmebene des weiter nördlich verlaufenden Flusses Zhuoshui, geographisch liegt es am Übergang zwischen der Changhua- und der Jianan-Ebene.

## Lage und Beschreibung
Tuku liegt im Zentrum des Landkreises Yunlin. Seine Nachbargemeinden sind Lunbei im Norden, Huwei im Osten, Dapi im Südosten, Yuanzhang im Süden und Westen sowie Baozhong im Nordwesten.
Im September 2024 lebten hier über 27.000 Menschen. Die Einwohnerzahl war in den Jahrzehnten zuvor leicht, aber kontinuierlich gesunken.

## Geschichte

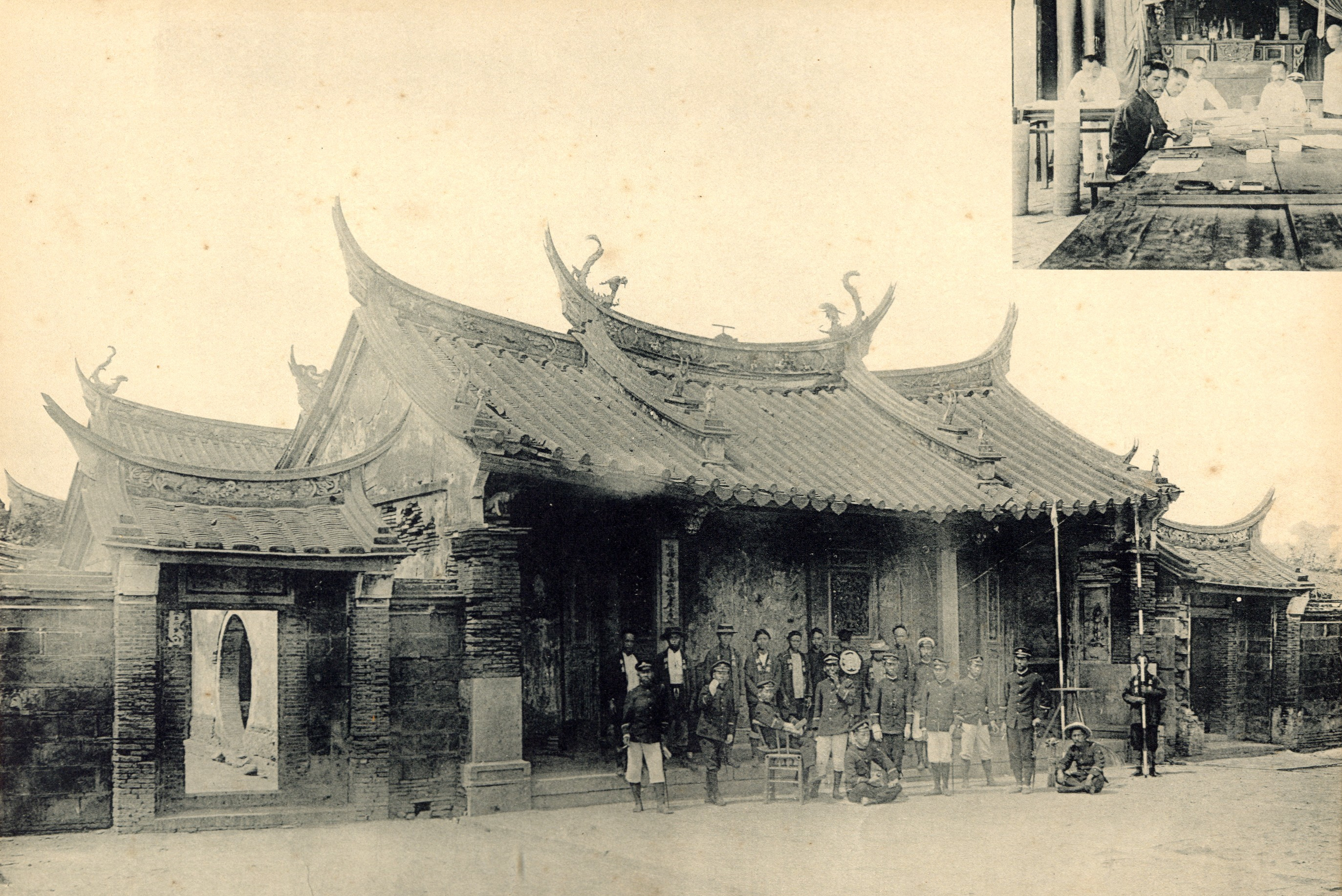
Tempel als provisorische Polizeistation (vermutlich Shuntian Gong, 1904)

Annahmen zufolge entstammt der Ortsname Tuku der Sprache der ursprünglich in diesem Gebiet lebenden taiwanischen Ureinwohner vom Volk der Hoanya. Die seit Beginn des 18. Jahrhunderts einwandernden minnansprachigen chinesischen Siedler machten daraus Thô͘-khò͘, geschrieben zunächst 塗褲, später 土庫 (chinesisch: Tǔkù). Die Chinesen machten das Land urbar, legten Bewässerungskanäle an und betrieben Landwirtschaft. Die Ureinwohner wurden verdrängt oder sinisiert.
Zur Zeit der japanischen Herrschaft über Taiwan wurde die Region erstmals als Landgemeinde Tuku zusammengefasst und 1942 zu einer Stadtgemeinde hochgestuft. Während der Kolonialzeit erlebte der durch die Japaner regional geförderte Zuckerrohranbau eine Blüte.
Nach der Übernahme Taiwans durch die Republik China wurde Tuku 1950 in den neuen Landkreis Yunlin eingegliedert.

## Verkehr und Wirtschaft

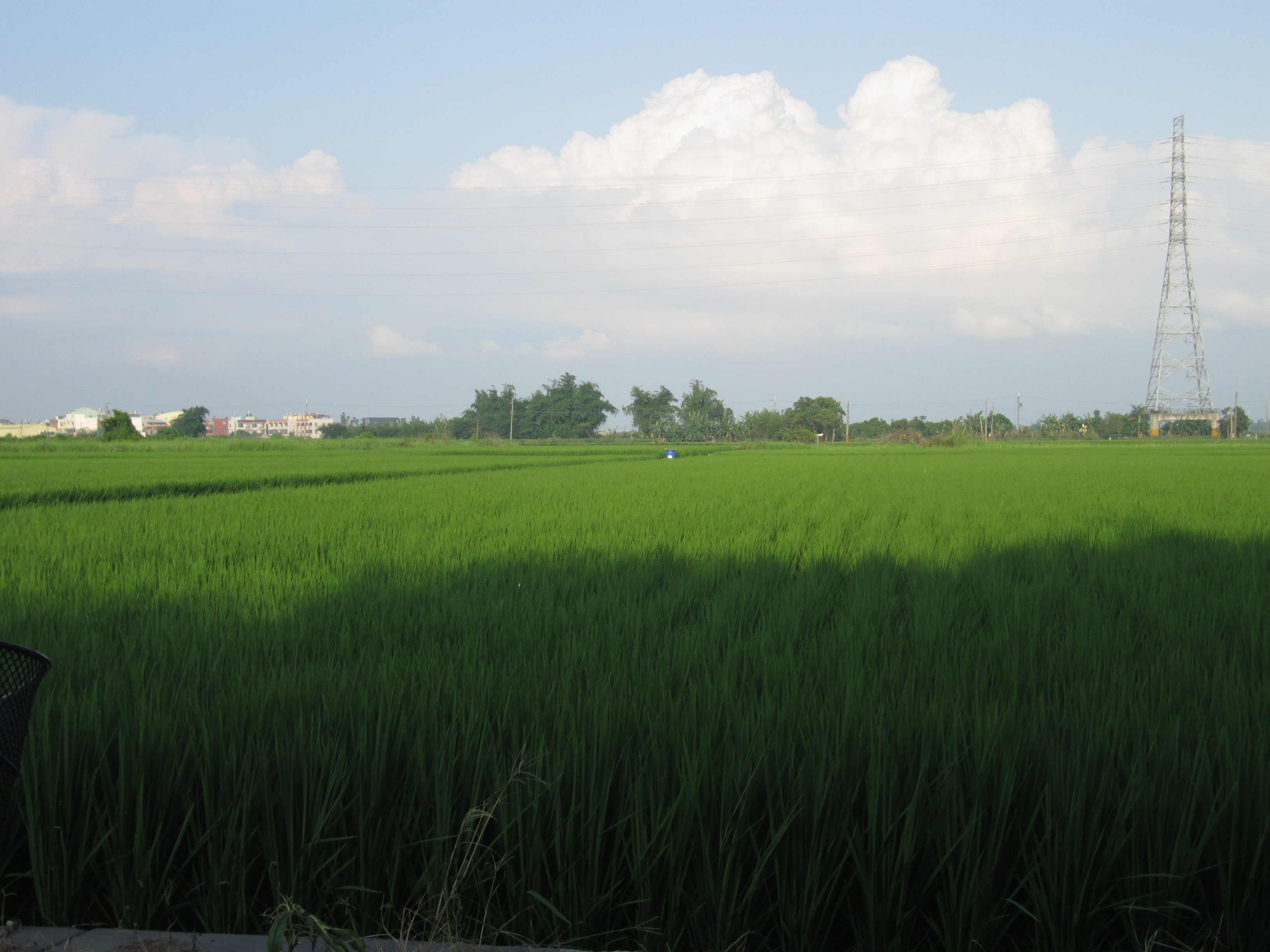
Feld in Tuku

Die Provinz-Schnellstraße 78 durchquert Tuku in der Mitte von West nach Ost. Im Norden bzw. im Süden der Gemeinde verlaufen die Kreisstraßen 158 und 145, ebenfalls von West nach Ost. Im nordwestlichen Zipfel wird das Gebiet von der Provinzstraße 19 gestreift. Der Öffentliche Nahverkehr besteht aus Buslinien.
Tuku ist trotz seines Status als Stadtgemeinde landwirtschaftlich geprägt und der größte Knoblauchproduzent Taiwans. Weitere wichtige Erzeugnisse sind Erdnüsse und Erdnussöl, Reis und Honig. Auch wird Schweinezucht betrieben. Die Industrie in Tuku gehört zumeist zum Bereich Lebensmittelverarbeitung.

## Kultur und Sehenswürdigkeiten

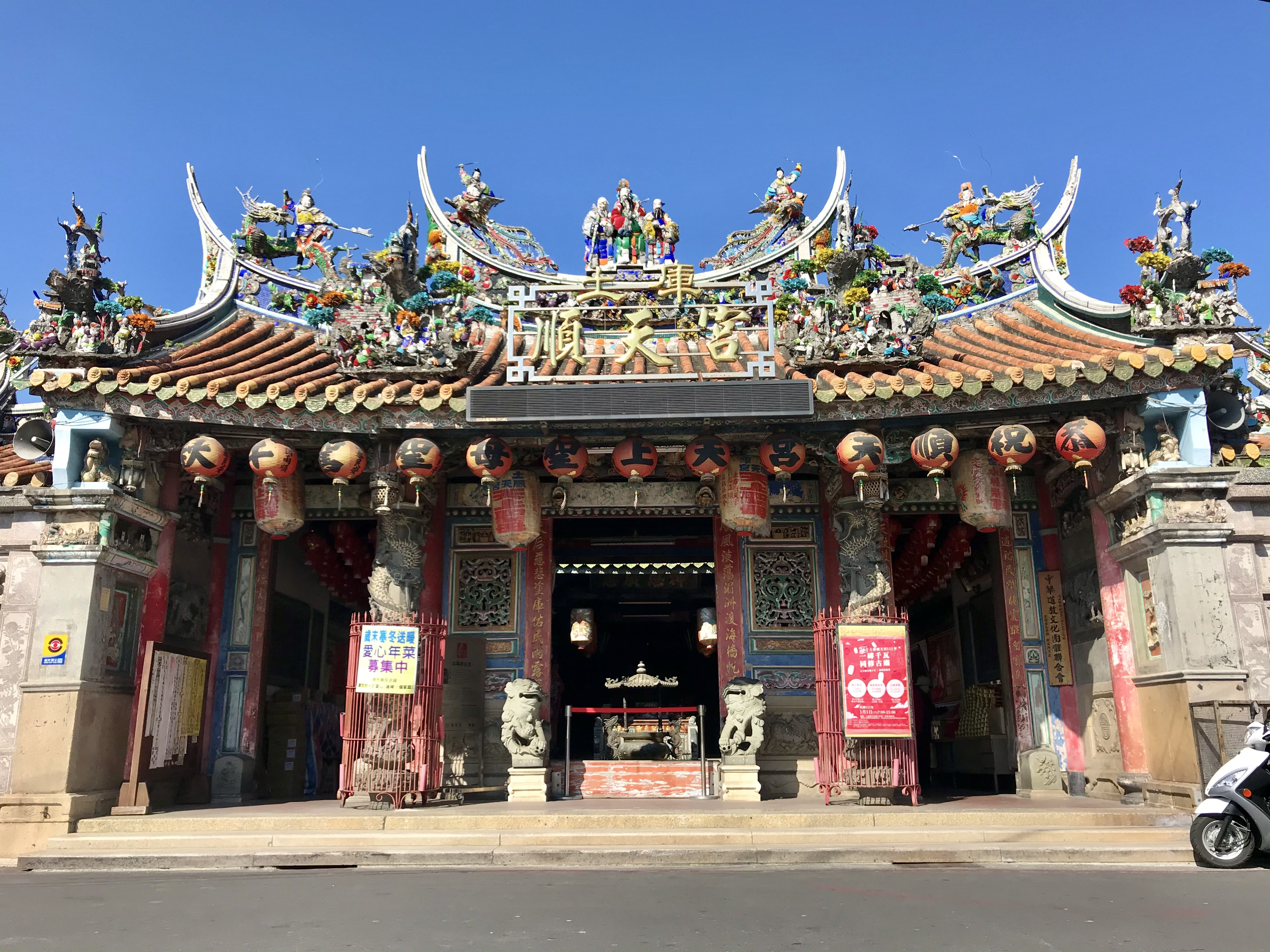
Der Shuntian Gong

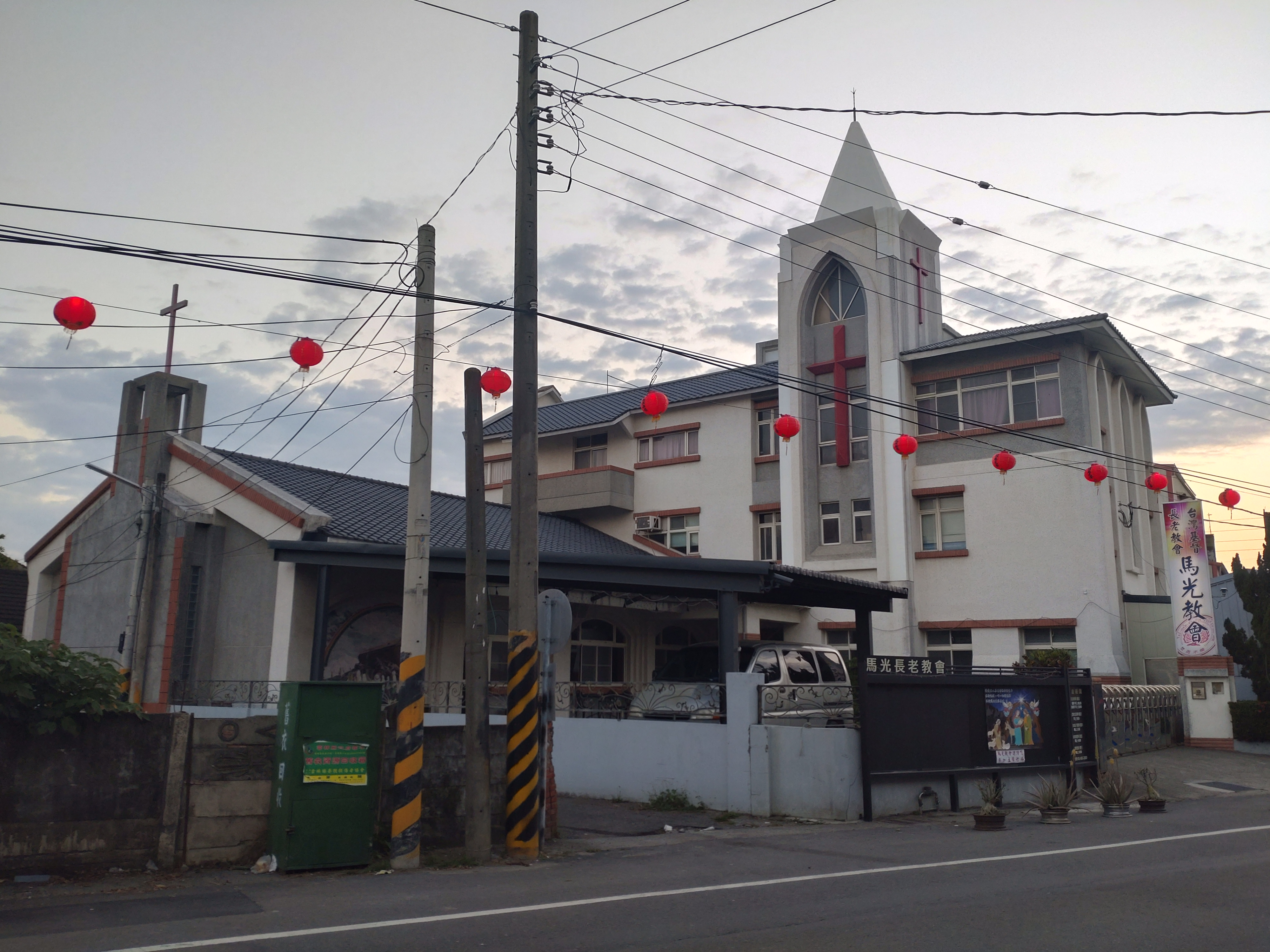
Die presbyterianische Kirche in Maguang

Ein bedeutendes religiöses Zentrum Tukus ist der daoistische Mazu-Tempel Shuntian Gong (順天宮) aus dem Jahr 1898. Ein alljährlicher Höhepunkt ist der Besuch der Mazu von Dajia, die auf ihrem Umzug durch Mitteltaiwan auch hier Station macht.
Die Presbyterianische Kirche Taiwans hat sowohl im Zentrum von Tuku als auch in Maguang im Norden der Stadtgemeinde eine Kirche. Zudem beherbergt Tuku eine katholische Gemeinde.
Im Zentrum Tukus befindet sich der 1903 zur japanischen Kolonialzeit gegründete überdachte Erste Markt Tukus (土庫第一市場 Tuku Diyi Shichang), der in neuerer Zeit renoviert wurde und über 100 Ständen bzw. Geschäften Platz bietet. Das Gebäude besteht zu einem großen Teil aus dem Holz der Scheinzypresse.
Ein Naturereignis, das jährlich viele auswärtige Besucher nach Tuku zieht, ist die Blüte der Bunten Bauhinien Anfang April. Die Bäume stehen zu beiden Seiten der Heping Street zwischen den Siedlungen Maguang und Lunnei.